# 海乃山勇
海乃山勇（1940年6月28日—1997年7月5日），原名入井勇，日本茨城縣龍崎市出身的前大相撲力士。身高172cm、體重120kg。所屬圴相撲郭屋是小野川部屋（後出羽海部屋），最高位置是東關脇（1968年1月場所）。

## 生涯
他在中學畢業後加入相撲界，於1955年5月初次比賽，在1961年1月到達幕內級別。他在1967年11月1成為關脇，在位兩場所，後因傷患成績下滑於29歲時引退，後襲名小野川成為年寄。後因分家問題與出羽海部屋關係惡化，在1971年9月場所正式永久退出相撲界。
他後在大阪府大阪市經營相撲火鍋店，於1997年7月5日去世，享年57歳。